# Walter MacEwen

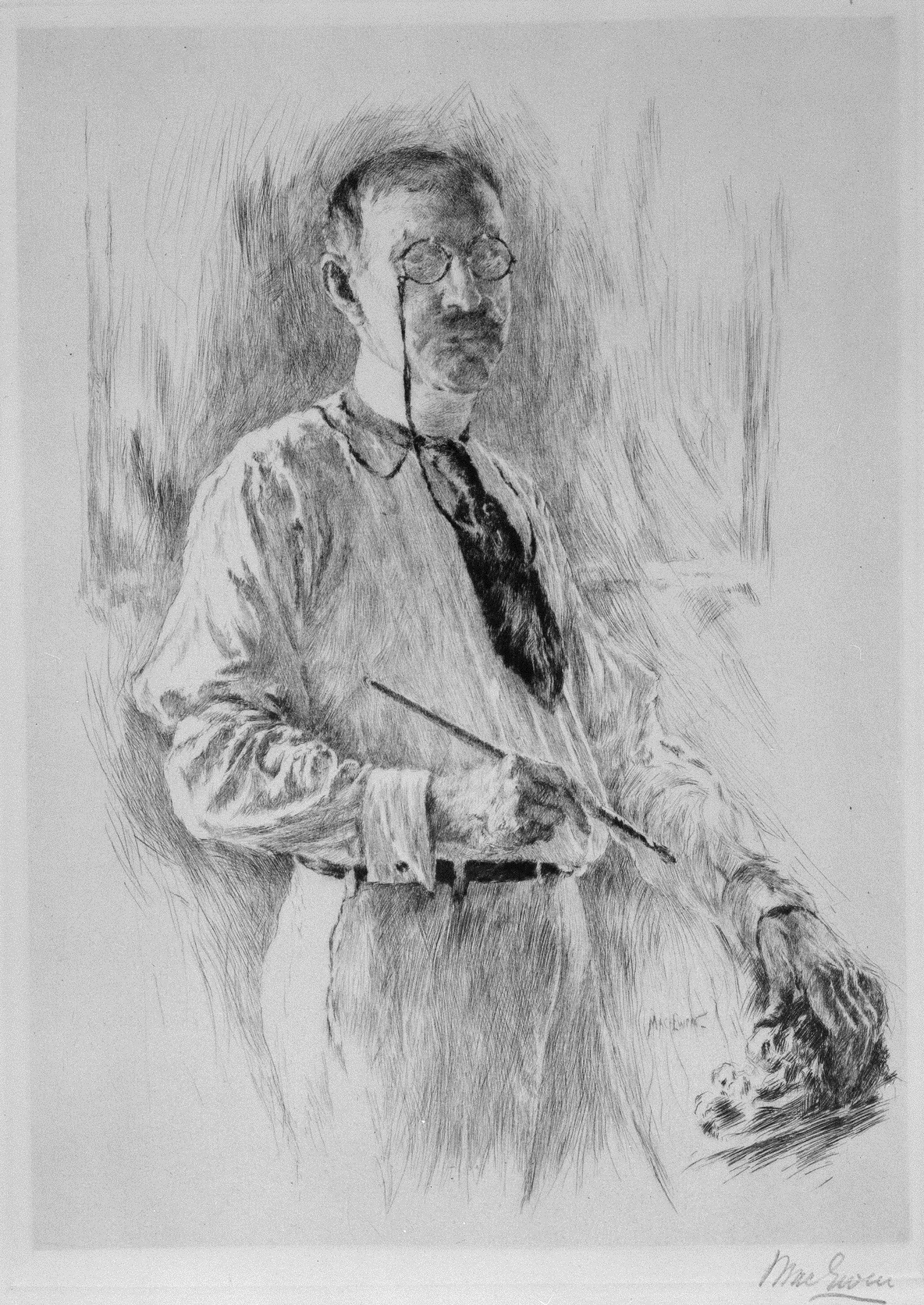
Zelfportret van MacEwen

Walter MacEwen (Chicago, 13 februari 1860 – New York, 20 maart 1943) was een Amerikaans kunstschilder. Van 1884 tot 1914 woonde en werkte hij veelvuldig in Nederland. Hij wordt wel gerekend tot de Egmondse School.

## Leven en werk
Walter MacEwen was de zoon van een ondernemer van Schotse herkomst. Aanvankelijk volgde hij een handelsopleiding, maar in 1877 besloot hij kunstschilder te worden en vertrok naar München, waar hij zich inschreef aan de Academie voor Schone Kunsten. In 1881 verhuisde hij naar Parijs om er te gaan studeren aan de Académie Julian. Daar maakte hij ook kennis met George Hitchcock en zijn levenslange vriend Gari Melchers, die toen al plannen maakten om in Nederland te gaan werken.

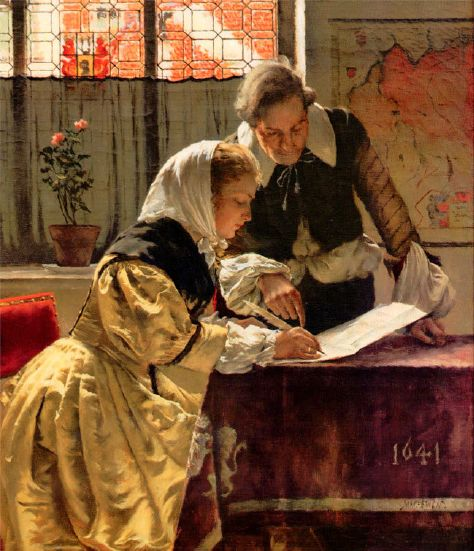
De notaris, 1884-1885.

In navolging van Hitchcock en Melchers vestigde MacEwen zich in 1884 in Egmond aan Zee, waarmee hij ging behoren tot de eerste leden van de Egmondse School. Hij zou er drie jaar blijven wonen en werken. Ook in de decennia daarna, tot hij tijdens de Eerste Wereldoorlog tijdelijk terugkeerde naar Amerika, kwam hij vanuit Parijs nog met grote regelmaat naar Nederland om er te schilderen, met name in de zomer. Behalve in Egmond aan Zee werkte hij verder andere ook in Hattem (waar hij een tijd lang een eigen studio had), Volendam en Haarlem. Hij koos voor eenvoudige, nostalgische thema's, vaak met figuren in folkloristische klederdracht in typisch Hollandse interieurs. Invloeden zijn herkenbaar van de zeventiende-eeuwse Hollandse meesters, met name van de door hem bewonderde Jan Vermeer, maar ook van de Haagse School.
Een goed voorbeeld van MacEwens in Holland ontstane werk is De notaris (1884-85): een jonge vrouw zit aan een tafel aan het raam, het haar bedekt met een wit kapje, een ganzenveer in haar hand, terwijl een man over haar schouder aanwijzingen geeft. De scène verraadt een sterke invloed van Vermeer. Op het tafelkleed staat de Nederlandse leeuw geborduurd met het jaartal 1641: het jaar waarin het Verdrag van Den Haag werd ondertekend, een alliantie tussen Nederland en Portugal tegen het Spaanse koninkrijk.
MacEwen was in zijn tijd een internationaal gewaardeerd kunstschilder. Hij exposeerde meermaals in de Parijse salon en won diverse prijzen en medailles, onder meer tijdens de Wereldtentoonstelling van 1894 te Antwerpen. Ook nam hij deel aan de World's Columbian Exposition te Chicago en de wereldtentoonstelling van 1900 te Parijs. In 1898 werd hij opgenomen in het Legion d'honneur.
Na de Eerste Wereldoorlog zou MacEwen zich opnieuw vestigen in Parijs. Niettegenstaande zijn volkse en landelijke themakeuzes stond hij bekend als een mondaine, kosmopolitische man. Tijdens het interbellum zou hij overigens ook veel portretten schilderen in opdracht. In 1940, bij het uitbreken van de Tweede Wereldoorlog keerde hij opnieuw terug naar de Verenigde Staten, waar hij in 1943 te New York zou overlijden, 83 jaar oud.
Werk van MacEwen bevindt zich onder andere in het Dallas Museum of Art, het Art Institute of Chicago, het Telfair Museum of Art in Savannah en de National Academy of Design in New York. Ook het Singer Museum te Laren heeft werk van MacEwen in haar collectie.

## Galerij

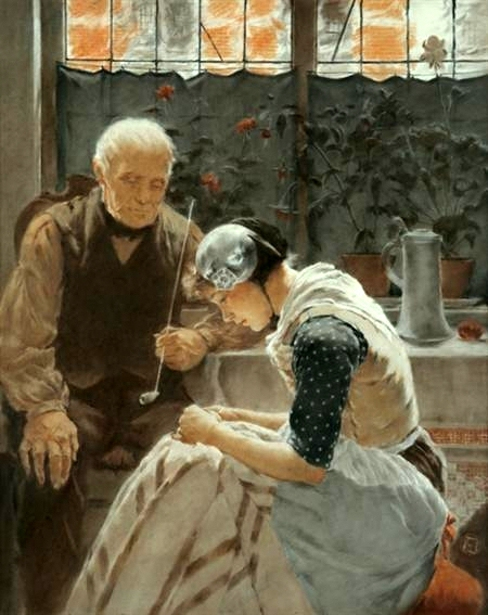
Hollands tafereel
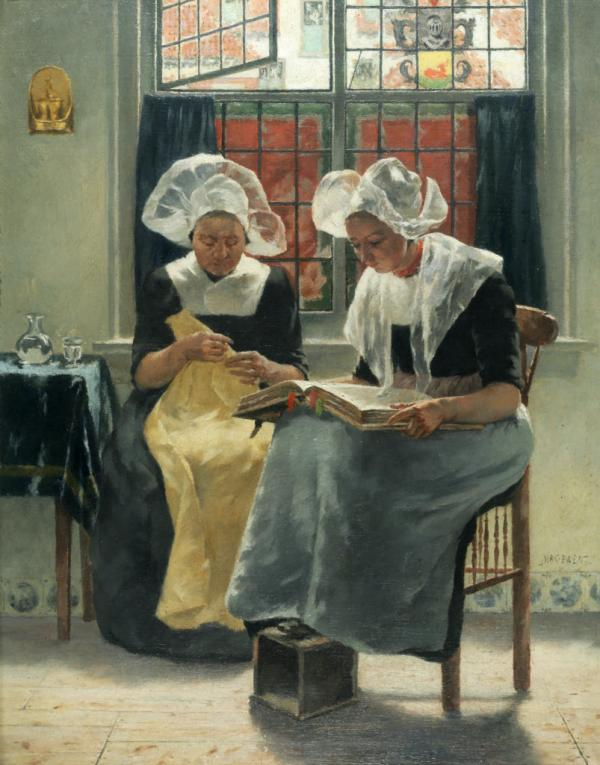
Twee vrouwen in een interieur
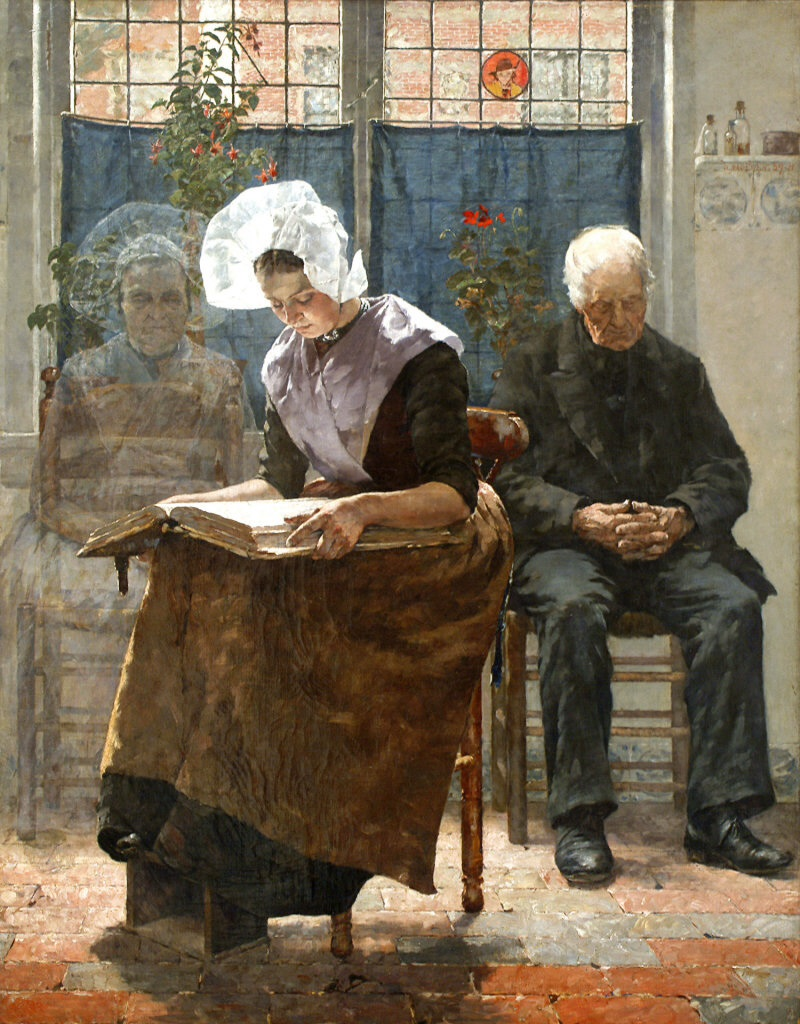
De afwezige
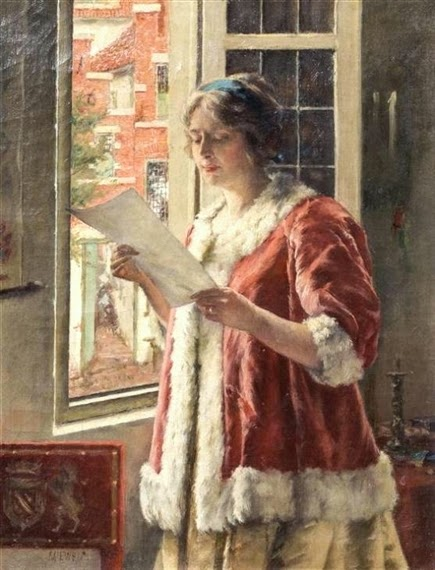
De brief

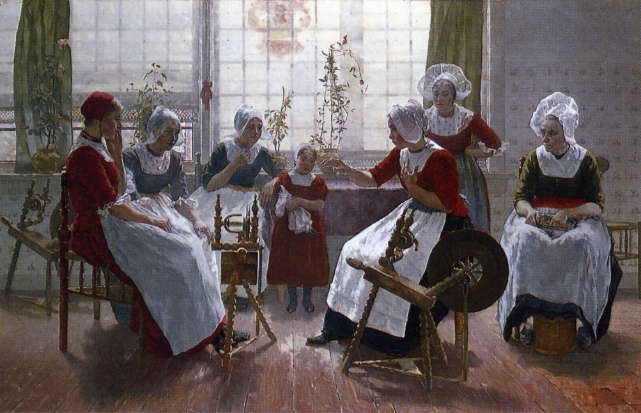
Een spookverhaal
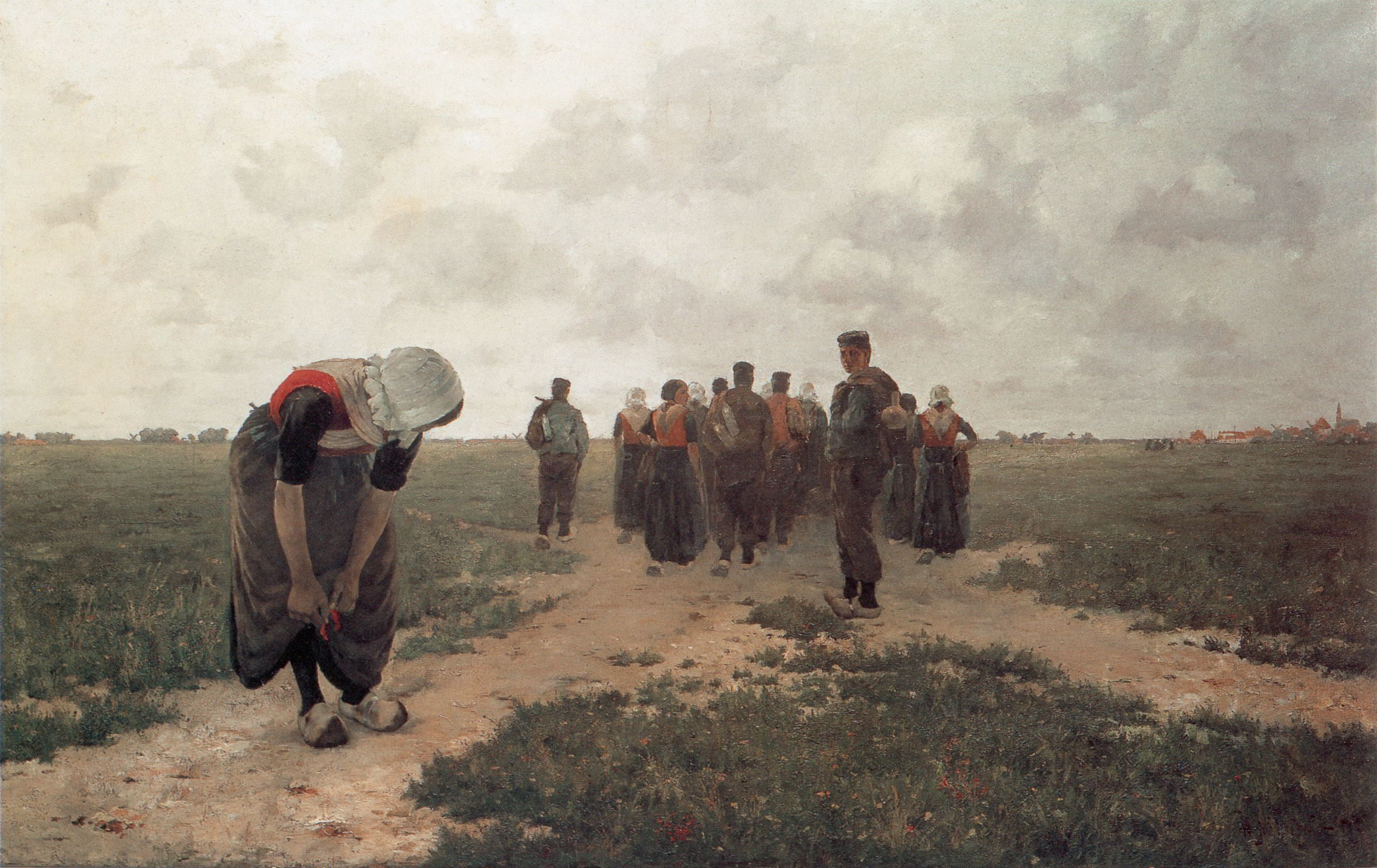
Terugkeer van het werk
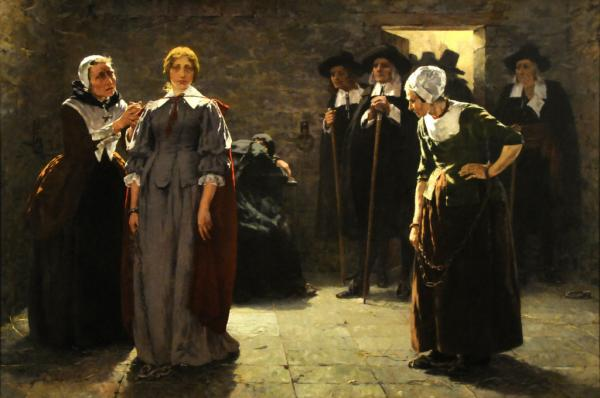
De heksen